# Bela Toth
Bela Toth (* 19. April 1943 als Béla Tóth in Budapest) ist ein italienischer Schachprofi mit ungarischer Abstammung, der im Nahschach Internationaler Meister und im Fernschach Großmeister ist und in dieser Disziplin 1978 Europameister wurde.
Toth ist in Ungarn geboren, hat aber die italienische Staatsbürgerschaft angenommen.

## Nahschach
Das Schachspiel erlernte Toth mit 13 Jahren. 1967 nahm er an der ungarischen Meisterschaft teil. Nach seiner Übersiedelung nach Italien gewann er viermal die italienische Meisterschaft, nämlich 1975, 1976, 1980 und 1982. 
1974 verlieh ihm die FIDE den Titel Internationaler Meister. Seine Elo-Zahl beträgt 2315 (Stand: März 2017), seine beste Elo-Zahl von 2480 erreichte er im Januar 1978.

## Fernschach
1964 spielte Toth seine ersten Fernpartien. Er qualifizierte sich für die 11. Europameisterschaft, die er 1978 gewann. Dafür erhielt er den Titel Internationaler Meister des Fernschachs. Es folgte eine lange Pause vom Fernschach.
Als Wahlschweizer erhielt er die Spielberechtigung für Schweizer Teams. Für die Schweiz nahm er von 2002 bis 2004 am Finale der 14. Fernschacholympiade teil. Für sein Ergebnis von 9 aus 11 verlieh ihm das ICCF den Titel Fernschach-Großmeister.

## Nationalmannschaft
Toth nahm mit der italienischen Nationalmannschaft an den Schacholympiaden 1974, 1976, 1980 und 1984 teil, er erreichte 1976 das zweitbeste Einzelergebnis am zweiten Brett.

## Vereine
In der Schweiz spielte Toth früher für Allschwil, mit denen er dreimal am European Club Cup teilnahm, und den SC Rössli Reinach, seit 2009 spielt er mit der SG Riehen in der Nationalliga A, in der Saison 2014/15 auch in der 1. Bundesliga. In Deutschland spielte Toth von 1996 bis 2000 für den SK Zähringen (unter anderem in den Saisons 1997/98 und 1998/99 in der 1. Bundesliga), von 2000 bis 2002 für die SG Waldshut/Tiengen in der Oberliga Baden, seit 2012 spielt er beim SC Brombach.

## Veröffentlichungen
Toth schrieb die Eröffnungswerke Damengambit, Minoritätsangriff und Die Russische Verteidigung (1987). In den 1970er Jahren war er Redakteur bei der italienischen Schachzeitschrift Italia Scacchistica, von 1983 bis 1984 arbeitete er für Die Schachwoche.